# Alberto Reyes Terra
Alberto Reyes Terra (Montevideo,  Uruguay, 1 de marzo de 1917 - Montevideo, Uruguay, 14 de julio de 1997), fue un magistrado uruguayo que se desempeñó como miembro del Tribunal de lo Contencioso Administrativo entre 1977 y 1982.

## Primeros años
Nació en Montevideo el 1 de marzo de 1917,hijo de José María Reyes Lerena, Juez de Paz, y de Helvia Terra Sanz. Su abuelo materno era el abogado y político Duvimioso Terra.
Cursó estudios en la Facultad de Derecho de la Universidad de la República, donde obtuvo el título de abogado.

## Juez de distrito
En septiembre de 1947 ingresó a la carrera judicial como Juez de Distrito de la primera sección judicial de Montevideo.

## Juez de Paz en el interior
En febrero de 1949 fue nombrado Juez de Paz de la séptima sección judicial de Canelones, con sede en la ciudad de Pando.

## Juez de Paz en la capital
En marzo  de 1952 retornó a cumplir funciones en Montevideo como Juez de Paz de la 24° sección judicial de dicha ciudad.

## Juez Letrado en el interior
En noviembre de 1957 fue ascendido al cargo de Juez Letrado de Rivera.
En 1958 fue trasladado al Juzgado Letrado de Salto de Primer Turnoy en diciembre de 1960 al Juzgado Letrado de Tacuarembó.
En marzo de 1962 fue nombrado Juez Letrado de Durazno,pero en el mismo mes fue nuevamente trasladado al Juzgado Letrado de Lavalleja.

## Juez Letrado en la capital
En marzo de 1965 fue ascendido a cumplir funciones en Montevideo como Juez Letrado en lo Civil de Cuarto Turno.

## Tribunal de Apelaciones
En 1972 recibió un nuevo ascenso al ser designado ministro del Tribunal de Apelaciones en lo Civil de Tercer Turno,el que integró durante casi cinco años.

## Tribunal de lo Contencioso Administrativo
El 28 de marzo de 1977 el Consejo de la Nación lo eligió por unanimidad como miembro del Tribunal de lo Contencioso Administrativo, para cubrir la vacante generada por el retiro de Carlos Fleurquin Narbondo.Fue el primer magistrado en ser designado para tal cargo por el Consejo de la Nación.
Poco después, el 1 de julio de 1977, en el marco de la dictadura cívico militar instaurada en 1973, el Poder Ejecutivo dictó el Decreto Constitucional-Acto Institucional número 8, por el que se modificaron las normas constitucionales referentes al Tribunal de lo Contencioso Administrativo, dejando de funcionar como un órgano independiente de los poderes del Estado y pasando a depender administrativamente del Poder Ejecutivo bajo la denominación de Justicia Administrativa.
Reyes Terra ocupó la Presidencia del TCA en el año 1979.
El 10 de noviembre de 1981 se dictó el Decreto Constitucional-Acto Institucional número 12, que derogó el número 8 y restableció la autonomía del TCA como organismo respecto del Ministerio de Justicia.
Reyes Terra se retiró del Tribunal en el año 1982. La vacante que generó su cese fue cubierta en julio del mismo año por el Consejo de la Nación con la designación de Orlando Olmedo.

## Otras actividades. Vida personal. Fallecimiento
Fue fundador del Centro de Barrio N° 1 de la ciudad de Minas que lleva su nombre.
Contrajo matrimonio en 1949 con Martha Brunhilde Oehninger Ribeiro,con quien tuvo cuatro hijos, Martha, María Helvia, Irene y Alberto Domingo Reyes Oehninger.
Alberto Reyes Terra falleció en Montevideo el 14 de julio de 1997, a los 80 años de edad.